# Urban Explorer
Urban Explorer ist ein deutscher Horrorfilm von Regisseur Andy Fetscher aus dem Jahre 2011. Die Hauptrollen spielen Nathalie Kelley, Max Riemelt, Nick Eversman und Klaus Stiglmeier. Die Geschichte handelt von vier jungen Berlin-Touristen, die sich im Zuge der Erlebnissportart Urban Exploration zum Ziel setzen, einen kürzlich entdeckten und wieder zugemauerten Bunker, der ehemals als Unterkunftsraum für Hitlers Chauffeure diente, aufzubrechen und zu erkunden.

## Handlung
Nach Angaben des Filmvorspanns erstreckt sich unter Berlin „ein System aus über 25.000 Tunneln. Zwei Drittel davon sind bereits endgültig versiegelt. Einige Areale wurden seit mehr als 60 Jahren nicht mehr betreten.“
Vier junge Urban Explorer namens Denis aus den USA, Lucia aus Venezuela, Juna aus Südkorea und Marie aus Frankreich verabreden sich via Internet in der deutschen Hauptstadt Berlin, um dort gemeinsam mit einem einheimischen Führer namens Kris die unterirdischen Relikte der deutschen NS- und Stasi-Vergangenheit zu erkunden. Ziel der Tour durch ein Labyrinth aus verwilderten Tunneln, stillgelegten Kanalisationsschächten und Katakomben sind die Überreste des sagenumwobenen Fahrerbunkers, der als Schutzraum für Hitlers Fahrbereitschaft diente. Dort sollen noch immer verbotene Wandgemälde der Nazis existieren. Der Reiseführer Kris verletzt sich durch einen Sturz aus beträchtlicher Höhe schwer. Zwei der Gruppenmitglieder, Marie und Juna, versuchen, Hilfe zu holen, kehren jedoch nicht mehr zurück.
Der ehemalige ostdeutsche Grenzsoldat Armin findet die zurückgebliebenen Touristen Lucia, Denis und den mittlerweile bewusstlos gewordenen Kris, verspricht ihnen Hilfe und bringt sie zu seinem „Posten“. Der offensichtlich wahnsinnige Armin überwältigt dort die Jugendlichen und foltert Lucia. Denis befreit sie und die beiden unternehmen einen Fluchtversuch. Während Armin Denis erneut gefangen nimmt, foltert und schließlich tötet, kann Lucia einen U-Bahnhof erreichen, wo sie einen Passanten um Hilfe bittet. Armin taucht jedoch auf und erschießt diesen, unmittelbar bevor dieser Hilfe holen kann, direkt vor der Notrufsäule. Lucia rettet sich in eine U-Bahn, aber Armin, der sich als Fahrscheinkontrolleur ausgibt, zwingt sie zum Aussteigen und tötet sie dann, da seine Schusswaffe keine Munition mehr hat, durch einen Genickbruch. Wie sich übrigens herausstellt, hatte Armin damals auch Marie und Juna umgebracht, den Leichen Fleisch entnommen, es gekocht und Lucia und Denis zum Essen angeboten.
Der schwer verletzte Kris kann sich schließlich von seinen Fesseln befreien, durch die Kanalisation flüchten und wird zufällig, mehr tot als lebendig, von spielenden Kindern gefunden.

## Produktion

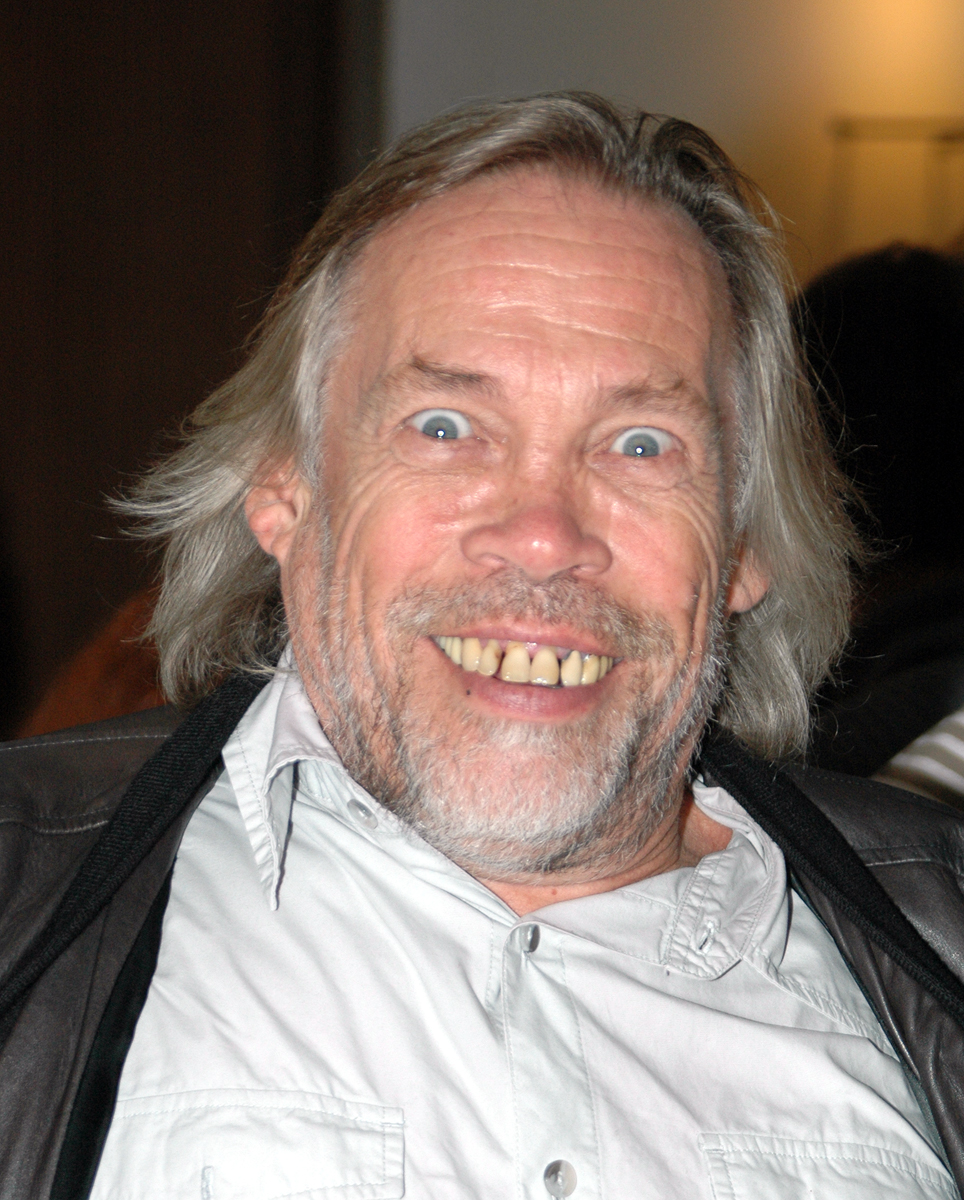
Klaus Stiglmeier (2011)

Der Film wurde zu einem großen Teil an Originalschauplätzen gedreht und ermöglicht einen Einblick in bisher unzugängliche Tunnelsysteme unterhalb Berlins.

## Soundtrack
Die Filmmusik wurde komponiert von Steven Schwalbe und Robert Henke und beinhaltet Musik von Knorkator und Zoot Woman.

## Veröffentlichung
Der Film wurde bisher auf mehreren Filmfestivals gezeigt. Die Deutschlandpremiere war am 19. August 2011 auf dem Fantasy Filmfest in Berlin. Der reguläre Kinostart war am 20. Oktober 2011.